# 新鄉村
新鄉村（日语：／ Shingō mura */?）是位於日本青森縣南部的村，隸屬於三戶郡。東邊面向十和田湖和戶來岳，西邊與秋田縣鹿角市接壤，當地人口則集中在國道454號沿線。新鄉村以「基督之墓」的傳聞而聞名，有關傳說認為耶穌死後被安葬在此，反對其復活升天的說法。當地也存在不少民間傳說及遺蹟。

## 地理
新鄉村境內約78.1%的面積被山林與原野覆蓋，僅約11.7%的土地為農業用地。轄區多被奧羽山脈的山岳覆蓋，境內最高峰為海拔1159公尺的戶來岳。三川目川流經北部地區，五戶川流經中央地帶，淺水川則流經南部地區。

### 氣候
根據統計，新鄉村的年均溫約為9.8℃，年降雨量則為1276.5毫米。當地6月至7月受到挾帶涼冷潮濕空氣的東北風影響，氣溫持續偏低。11月至隔年3月則受到強勁的西北季風吹拂，使當地多為陰天且經常下雪。

## 歷史
新鄉村在古代有少數的原住民為了狩獵而在當地開闢耕地，後來從南方移居至此的移民逐漸增加，並開始在此地定居。室町時代的長享年間（1487年至1489年) ，青森縣一帶由南部氏第17代家主南部光政統治。當時藤原鎌足的子孫木村政秀統治著戶來鄉，並自稱為戶來氏。南部政康四男的次子則領有現今村內的西越地區，並自稱為西越氏。而在明治初期，根據當時發行的「新撰陸奥國誌」記載，新鄉地區的養馬戶數約為303戶，是名馬的生產地。
1889年（明治22年）4月1日 ，日本實施町村制，並在當地設置戶來村，西越村則與手倉橋村合併成野澤村。1955年（昭和30年）7月29日，戶來村與野澤村的西越地區合併成新鄉村。隔年（1956年) 五戶町的部分區域併入，形成現今的新鄉村。

## 行政
現任村長櫻井雅洋於2021年5月首次連任，其任期將持續至2025年5月。

## 產業
當地以農業、畜牧業等第一級産業為主，生產薯蕷、大蒜等農產品。特產則為優酪乳等。

### 郵政

#### 收集和遞送據點
- 郵便事業八戶西分店 
  - 新鄉收集和遞送中心

#### 郵政局
- 新鄉郵政局（84026）
- 西越郵政局（84169）

## 地域

### 管轄警察署
- 五戶警察署戶來駐在所

### 管轄消防署
- 八戶地區廣域市町村圈事務工會五戶消防站西分遣所

## 交通

### 公共汽車
- 南部公共汽車
- 新鄉村營公共汽車（運費免費）

### 道路
- 一般國道
  - 國道454號（道之驛新鄉（冬季休業））
- 主要地方道
  - 青森縣道45號十和田三戶線
- 一般縣道
  - 青森縣道145號戶來十和田線
  - 青森縣道216號戶來岳貝守線
  - 青森縣道218號栃棚手倉橋線
  - 青森縣道220號石無坂鹿田線

## 觀光
- 基督之墓
- 大石神金字塔
  - 由太陽石、星座石、方位石、鏡石構成。
- 三嶽神社（新鄉村戶來） 
  - 傳說於貞觀5年7月15日建立。舊鄉社。有一棵樹齡約五百年的櫸木。
- 三嶽神社（新鄉村西越） 
  - 舊村社。傳說比戶來的三嶽神社早50年建立。
- 野澤溫泉 鷲之湯
- 野澤溫泉 新鄉溫泉館
- 間木平綠色公園 
  - 觀光設施。有露營場、網球場、遊戲用模型小汽車、木製小房、騎馬、搾牛奶等設施及活動。

### 祭典、活動
- 6月第1個星期日：基督祭
- 8月16日：西越三嶽神社大祭
- 8月19日：戶來三嶽神社大祭（金澤雞舞：縣指定的無形文化財產）
- 10月第2個星期日：新鄉故鄉祭
- 12月中的星期日：聖誕狂歡日

## 教育

### 中學
- 新鄉村立新鄉中學
- 新鄉村立野澤中學

### 小學
- 新鄉村立戶來小學
- 新鄉村立西越小學

### 保育園
- 新鄉保育園

### 金融機構
- 青森縣信用合作社三戶分店戶來辦事處
- 八戶農業合作社新鄉分店